# Wirnsing
Wirnsing ist ein Gemeindeteil des Marktes Pilsting im niederbayerischen Landkreis Dingolfing-Landau.

## Lage
Das Kirchdorf Wirnsing liegt auf einer Höhe von 345 Metern am Rande des Tales der Isar, etwa zwei Kilometer nördlich von Pilsting. In östlicher Richtung erstreckt sich der Gäuboden. Die benachbarten Orte des Dorfes sind im Uhrzeigersinn von Norden beginnend Mögling, Gosselding, Ganacker, Oberndorf, Pilsting, Grenzheim, Waibling und Parnkofen.

## Geschichte
Bis zur Gebietsreform in Bayern gehörte Wirnsing zur Gemeinde Waibling. Im Zuge der Umsetzung dieser Reform wurde das Dorf am 1. Januar 1972 mit dieser Gemeinde in den Markt Pilsting eingegliedert. Im Jahr 1987 hatte Wirnsing 45 Einwohner.

## Sehenswürdigkeiten
- Die katholische Filialkirche St. Dionysius ist ein spätromanisches Bauwerk mit Chorturm aus dem 13. Jahrhundert, das im Jahr 1697 barockisiert wurde.
- Ein Bauernhaus mit Flachsatteldachbau und verputztem Blockbau-Obergeschoss, das im Kern vom Ende des 18. Jahrhunderts stammt.

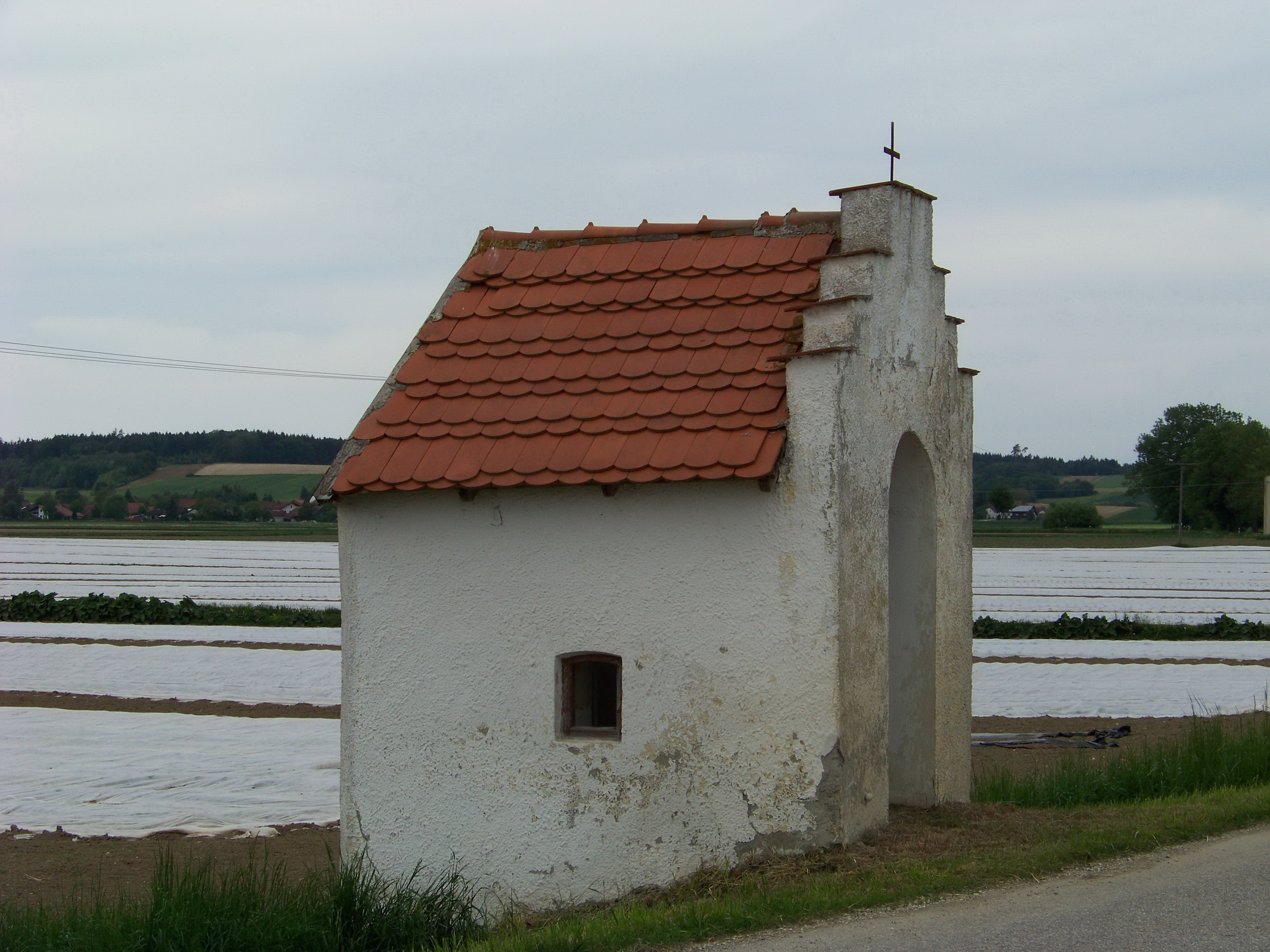
Die Feldkapelle

- Eine Feldkapelle, die etwas außerhalb des Ortes liegt.

## Einwohnerentwicklung
- 1925: 00 64 Einwohner[4]
- 1950: 0 175 Einwohner[5]
- 1961: 00 62 Einwohner[3]
- 1970: 00 46 Einwohner[6]
- 1987: 00 45 Einwohner[1]